# Rhinolophus monticolus
Rhinolophus monticolus és una espècie de ratpenat de la família dels rinolòfids. Viu a Laos i Tailàndia. És un ratpenat de mida mitjana, amb una llargada de cap a gropa de 42,3–48,5 mm, els avantbraços de 41,2–44,1 mm, la cua de 19,7–25,6 mm, els peus de 7,4–8,6 mm i les orelles de 15,5–48,5 mm. S'alimenta d'insectes. Com que fou descoberta fa poc, encara no se n'ha avaluat l'estat de conservació.